# Hilda von Puttkammer
Hilda von Puttkammer (voller Name: Linda Hildegarda "Hilda" Freifrau von Puttkammer (-Faustmann)) (* 13. August 1912 in São Paulo; † unbekannt) war eine brasilianische Fechterin.
Sie nahm an den Olympischen Spielen 1936 in Berlin als eine von sechs Frauen der brasilianischen Mannschaft teil. In der ersten Runde des Fechtwettbewerbes gewann sie auf Anhieb drei Vergleiche und erreichte trotz dreier Niederlagen hernach das Viertelfinale. Von den folgenden vier Duellen konnte sie keines mehr gewinnen. Gleich zweimal unterlag sie der späteren deutschen Silbermedaillengewinnerin Helene Mayer.
Für die Olympischen Spiele 1948 erhielt sie eine Einladung, konnte diese aber nicht wahrnehmen. Für ihre Initiative, dass eine andere Frau an ihrer Stelle teilnimmt, wurde sie vom brasilianischen Verband Confederação Brasileira de Esgrima gesperrt. Ihr Verein Club Athletico Paulistano ernannte sie daraufhin zur Ehrendirektorin.